# Edward Gamble
Edward Gamble, född 18 september 1935, död 31 december 2016, var en kanadensisk bågskytt. Han deltog vid olympiska sommarspelen 1976.